# Song of Seven
Song of Seven — второй сольный студийный альбом британского музыканта Джона Андерсона, вокалиста группы Yes, выпущенный в 1980 году.
Песни «Some Are Born», «Days», «Everybody Loves You» и «Hear It» первоначально были написаны и предназначалась для альбома Yes Tormato, некоторые из них были использованы в качестве бонус-треков при переиздании этого альбома в 2004 году.
Диск занял 143-е место в американском чарте Billboard 200.

## Список композиций
Слова и музыка всех песен — Джон Андерсон.
| №  | Название                                     | Длительность |
| -- | -------------------------------------------- | ------------ |
| 1. | «For You, For Me»                            | 4:21         |
| 2. | «Some Are Born»                              | 4:03         |
| 3. | «Don't Forget (Nostalgia)»                   | 2:59         |
| 4. | «Heart of the Matter» (Андерсон, Ронни Лехи) | 4:18         |
| 5. | «Hear It»                                    | 1:48         |
| 6. | «Everybody Loves You»                        | 4:06         |
| 7. | «Take Your Time»                             | 3:07         |
| 8. | «Days»                                       | 3:28         |
| 9. | «Song of Seven»                              | 11:16        |

## Участники записи
- Джон Андерсон — вокал, тексты песен, акустическая гитара («Some Are Born»), клавишные (треки 1,7,8), арфа (8)
- Ронни Лихай — клавишные (треки 1—9)
- Ian Bairnson — гитара (треки 1—3, 5—8), бас-гитара (2), бэк-вокал (2)
- Clem Clempson — гитара (треки 4,9)
- John Giblin — бас-гитара (треки 1,3,6—9)
- Джек Брюс — бас-гитара (4)
- Mel — бас-гитара (5)
- Morris Pert — ударные, перкуссионные (треки 1-3, 5-7, 9)
- Саймон Филлипс — ударные (4)
- Dick Morrissey — саксофон (треки 2,4)
- Johnny Dankworth — альт-саксофон (3)
- Damian Anderson — клавишные (5)
- Chris Rainbow — бэк-вокал (треки 2-4, 6,8,9)
- Deborah Anderson — вокал (9)
- Струнный квартет Дельме (англ. Delme String Quartet), аранжировка David Ogden (9)
- Mike Dunne — инженер